# Сугино, Акио
Акио Сугино (яп. 杉野 昭夫 Сугино Акио) — японский аниматор, создатель образов персонажей Ashita no Joe, Ace o Nerae!, La Seine no Hoshi и других известных аниме. Получил популярность благодаря выразительным и элегантным женским персонажам, а также многолетнему сотрудничеству с режиссёром-мультипликатором Осаму Дэдзаки.

## Карьера
Первоначально Сугино работал дизайнером и художником гэкиги. Его карьера в индустрии аниме началась в 1964 году на студии Mushi Production. Аниматор Мориби Мурано познакомил его с Осаму Тэдзукой, взявшем Сугино к себе в студию, где тот работал над Astro Boy и Jungle Emperor Leo: Feature Film вместе с Осаму Тэдзукой. В 1970 году был нанят дизайнером персонажей для Ashita no Joe, который снимал Осаму Дэдзаки. Сериал Ashita no Joe стал первой совместной работой коллег. После банкротства Mushi Production в 1972 году Сугино ушёл из этой компании вместе с Дэдзаки, Ёсиаки Кавадзири и другими бывшими сотрудниками.
Вместе они основали Madhouse, первым президентом которой стал Дэдзаки. В качестве работника этой студии, Сугино в 1973 году занимался дизайном персонажей сериала Ace o Nerae!, режиссёром которого был Дэдзаки. В 1978, 1979, 1988 и 1989 годах они вместе работали над ремейком, анимационным фильмом и двумя OVA по мотивам Ace o Nerae!, а также над популярным сериалом The Rose of Versailles (1979). В 1988 Сугино сотрудничал с братом Осаму — Тэцу Дэдзаки — при создании Pihyoro Ikka. В 1990-м работал над Reporter Blues студии TMS Entertainment.
В 1990 году Сугино перешёл на студию Tezuka Production, где, в частности, рисовал персонажей для Golgo 13: Queen Bee и Oniisama e… режиссёра Осаму Дэдзаки. Их творческое сотрудничество продолжалось до смерти Дэдзаки: последняя совместная работа Genji Monogatari Sennenki, экранизация «Повести о Гэндзи», вышла в 2009 году.

## Проекты
- Sabu to Ichi Torimono Hikae (1968—1969)
- Ashita no Joe (1970—1971)
- Ace o Nerae! (1973—1974)
- La Seine no Hoshi (1975)
- Gaiking (1976—1977)
- Jetter Mars (1976—1977)
- Manga Sekai Mukashi Banashi (1976—1977)
- Ie Naki Ko (1977—1978)
- Остров сокровищ (1978—1979)
- The Rose of Versailles (1979)
- Animation Kikou Marco Polo no Boken (1979—1980)
- Botchan (1980) — ассистент дизайнера[11]
- Приключения Тома Сойера (1980)
- Taiyo no Shisha Tetsujin 28-go (1980)
- Cobra (1982—1983)
- Cat’s Eye (1983)
- Mighty Orbots (1984)
- They Were Eleven (1986)
- Nayuta (1986)[12]
- Kasei Yakyoku (1988)
- Pihyoro Ikka (1988)[7]
- Umi no Yami, Tsuki no Kage (1989)[13]
- Shuranosuke Zanmaken: Shikamamon no Otoko (1990)[14]
- Riki-Oh (1989)[15]
- Reporter Blues (1990)
- Oniisama e… (1991—1992)
- Hiroshima ni Ichiban Densha ga Hashitta (1993)
- Hakugei: Legend of the Moby Dick (1997—1999) — сценарий[16]
- Golgo 13: Queen Bee (1998)
- Hi no Tori (2004) — аниматор
- Air (2005)
- Снежная королева (2005—2006)
- NANA (2006) — аниматор
- Gin Tama (2007) — аниматор
- Mokke (2007)
- Ultraviolet: Code 044 (2008)
- Genji Monogatari Sennenki (2009)